# Saint-Julien-de-Toursac
Saint-Julien-de-Toursac település Franciaországban, Cantal megyében. Lakosainak száma 102 fő (2022. január 1.). Saint-Julien-de-Toursac Boisset, Parlan, Quézac, Rouziers, Saint-Étienne-de-Maurs és Saint-Hilaire községekkel határos.

## Népesség
A település népessége az elmúlt években az alábbi módon változott:
| Lakosok száma | 183  | 115  | 116  | 133  | 129  | 123  | 113  | 105  | 103  | 102  |
|               | 1968 | 1982 | 1990 | 2006 | 2013 | 2015 | 2017 | 2019 | 2020 | 2022 |